# تششمة خاني سفلي (مقاطعة دلفان)
تششمة خاني سفلي (بالفارسية: چشمه خانی سفلی) هي قرية تقع في قسم خاوة الجنوبي الريفي (مقاطعة دلفان) في إيران. يقدر عدد سكانها بـ 123 نسمة بحسب إحصاء 2016.